# マカロニ (ファッション)

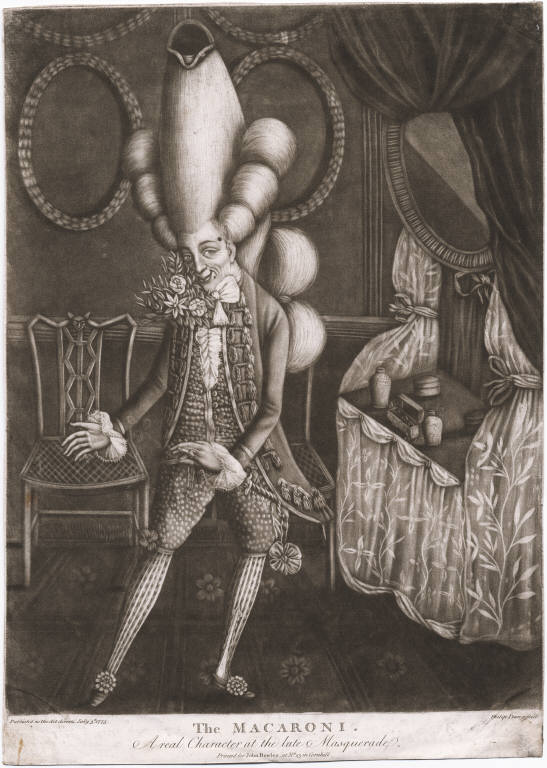
フィリップ・ドーによるメゾチント（凹版画）『The Macaroni. A real Character at the late Masquerade』1773年。（題名は、「マカロニ。夜更けの仮面舞踏会に本当にいた人物」の意。）

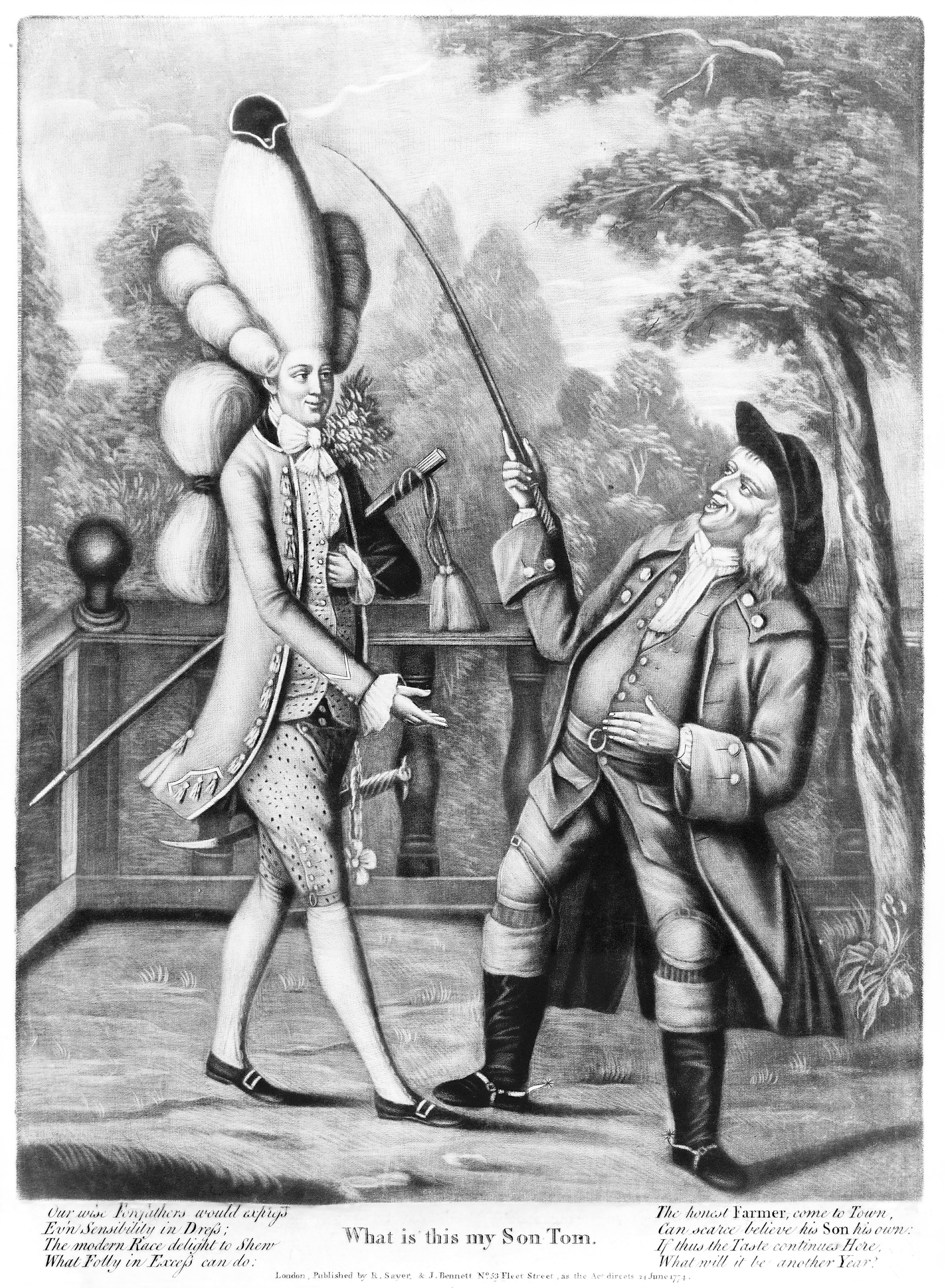
『What is this my Son Tom?』1774年。（題名は、「我が息子トムよ、これは一体何なのだ?」の意。）

マカロニ （macaroni、より古い時期には maccaroni） は、18世紀半ばのイングランドで、異国人風に影響された両性具有的な服装や話し方をして、ファッショナブルに振る舞った洒落男。この言葉は、「ファッションの通常の範囲を超えて (exceeded the ordinary bounds of fashion)」いた男をについて軽蔑的に言及する場合も用いられ、服装がそうである者や、食べ物にうるさ過ぎる者、賭博に耽る者などを指した。マカロニには、大陸ヨーロッパへの憧れとイングランド性が混在しており、マカロニックと称された英語とラテン語を面白おかしく混ぜ合わせた詩文を綴る者のように、自らを風刺される対象としてさらけ出した。
本当にそういう生き物がいるのだが、オスでもメスでもなく、中性的で、最近（1770年当時）私たちの間に現れ始めている。奴はマカロニと呼ばれている。奴は意味をなさない言葉を話し、嬉しそうなそぶりもなく微笑み、食欲もなく食し、練習もせずに乗馬して、情熱もなく淫らな女たちと交わる。

There is indeed a kind of animal, neither male nor female, a thing of the neuter gender, lately [1770] started up among us. It is called a macaroni. It talks without meaning, it smiles without pleasantry, it eats without appetite, it rides without exercise, it wenches without passion.
マカロニは、それに続いて登場したダンディの先駆であり、より男性的であったダンディはマカロニの過剰性への反動であり、今日のダンディが帯びている軟弱さとは大きく隔たったものであった。

## 起源と語源
グランドツアーでイタリアへ出向いた若い男たちが「マカロニ」趣味を発展させたが、当時のイングランドではパスタの一種としてのマカロニはほとんど知られていなかったこともあり、彼らは「マカロニ・クラブ」と称されるクラブに所属していると言われた。彼らはファッショナブル、あるいは「ア・ラ・モード (à la mode)」と思われるものであれば何でも「とってもマカロニ (very maccaroni)」と呼んだ。
ファッショナブルな地区であるロンドンのウエスト・エンドにあった版画工房兼印刷物販売所メアリ・アンド・マシュー・ダーリーは、1771年から1773年にかけてマカロニを風刺したカリカチュアの組版画を販売した。新しい店を出した際、ダーリーはその店を「マカロニ・プリント・ショップ (the Macaroni Print-Shop)」と名付けた。
イタリア語には、「マッチェローネ (maccherone)」という言葉があり、人物に関して用いた場合は、「ぼんくら、馬鹿」といった意味になるが、これは同じくパスタの形状の名称に由来するものではあるが、イギリスにおける言葉の用法とは明らかに無関係である。

## 用例
1773年、ジェイムズ・ボズウェルは、堅物で生真面目で、ロンドンの住民の中でもダンディから最もほど遠い随筆家で辞書編纂者でもあったサミュエル・ジョンソン博士とともに、スコットランドを旅していた。馬上のジョンソンの騎乗がぎこちないことをボズウェルはからかって、「あなたは繊細なロンドンっ子、マカロニだから、馬に乗れない (You are a delicate Londoner; you are a maccaroni; you can't ride)」と述べたという
オリヴァー・ゴールドスミスの戯曲『負けるが勝ち (She Stoops to Conquer)』（1773年）の中では、誤解されていたことを悟ったマーロウ青年が、「ということはつまり、僕が忌々しい思い込みを持たれていたことが全て明らかになった。ああ、僕の愚かな頭は混乱するばかりで、街中の笑い者になることだろう。どの印刷屋も僕のカリカチュアを売り出すだろう。おバカの極みのマカロニ野郎。この家のことを皆は宿屋か何かと誤解するだろうし、我が父の友は宿の主人と思うことだろう! (So then, all's out, and I have been damnably imposed on. O, confound my stupid head, I shall be laughed at over the whole town. I shall be stuck up in caricatura in all the print-shops. The Dullissimo Maccaroni. To mistake this house of all others for an inn, and my father's old friend for an innkeeper!)」と述べる。
アメリカ独立戦争の時代の歌である「ヤンキードゥードゥル (Yankee Doodle)」には「帽子に鳥の羽根を刺したマカロニって奴 (stuck a feather in his hat and called it macaroni)」という歌詞がある。イギリス人の外科医で、この歌詞を書いたとされるリチャード･ショックバラ博士 (Dr. Richard Shuckburgh) がここで冗談めかして述べているのは、ヤンキーたちは、帽子に羽根を刺しただけでマカロニの印だと思い込むほど純朴だということである。この歌詞は、元々はイギリス軍側が歌っていた替え歌だったのかもしれないが、何れにせよアメリカ人たち自身が熱烈にこの歌詞を支持した。